# Trenes Argentinos
Ferrocarriles Argentinos Sociedad del Estado (FASE), comercialmente chamada de Trenes Argentinos, é uma empresa estatal argentina criada pela presidente Cristina Fernández de Kirchner, e que administra a totalidade da rede ferroviária daquele país desde 2015. Funciona como organismo coordenador de distintas unidades específicas, responsáveis pelo desenvolvimento e mantimento da infraestrutura ferroviária, da prestação de serviços de passageiros e de serviços de cargas e logística. É ligada ao Ministério do Interior e Transporte.
A empresa leva o nome e o logotipo da empresa estatal homônima que mantinha a concessão dos serviços ferroviários na Argentina até a década de 1990, quando foi privatizada no governo Carlos Menem.

## História
Desde a privatização da Ferrocarriles Argentinos durante o governo de Carlos Menem, a Argentina havia deixado de contar com uma empresa ferroviária nacional. Em 2008, durante o governo da presidente Cristina Fernández de Kirchner são criadas a Operadora Ferroviaria Sociedad del Estado (SOFSE) e a Administración de Infraestructuras Ferroviarias Sociedad del Estado (ADIF). Essas empresas tiveram uma atividade secundária até 2012, quando assumiram as linhas de trens metropolitanos da Grande Buenos Aires, que estavam sob cargo da empresa privada Trenes de Buenos Aires.
Em 2013 se somaram as anteriores a Administradora de Recursos Humanos Ferroviarios (ARHF) e a Belgrano Cargas y Logística (BCyL), criadas para operar as linhas de carga reestatizadas.
Desta maneira, a Trenes Argentinos está integrada pelas seguintes empresas:
- Trenes Argentinos Operaciones (ex-SOFSE): responsável pelo transporte de passageiros.
- Trenes Argentinos Infraestructura (ex-ADIF): responsável pela infraestrutura ferroviária.
- Trenes Argentinos Cargas (ex-BCyL): responsável pelo transporte de cargas.
- Trenes Argentinos Recursos Humanos (ex-ARHF): responsável pelos recursos humanos no setor ferroviário.

O anúncio da criação da empresa única de transportes ferroviários foi feito por Cristina Kirchner em 1º de março de 2015, no Congresso argentino. O projeto de lei que previa que o Estado recuperasse a administração da totalidade da infraestrutura ferroviária foi aprovado em 15 de abril de 2015.